# RSD-10 (ミサイル)
RSD-10 Pioneer（ロシア語: ракета средней дальности (РСД) «Пионер»、外来語表記法: Raketa Sredney Dalnosti (RSD) Pioner、英語: Medium-Range Missile "Pioneer"）とは、1976年から1988年にソビエト連邦が開発した核弾頭搭載の中距離弾道ミサイルである。
ロシア連邦国防省ロケット・砲兵総局（GRAU）による呼称は15Zh45、NATOコードネームはSS-20 Saberである。
このミサイルの性能を脅威と判断した西側諸国は「NATO二重決定」を採決し実行に移した。その内容は西ヨーロッパに核弾頭搭載型の中距離弾道ミサイルを多数配備し圧力をかけながら、双方が配備しているミサイルを廃棄する交渉を行う事であった。その結果として、1987年に中距離核戦力全廃条約が取り交わされ、RSD-10 PioneerはMGM-31 パーシングと共に廃棄されることとなった。

## 開発
1958年から1961年に配備されたSS-4（R-12 Dvina）、SS-5（R-14 Chusovaya）を代替する事を目的とし、1966年に開発は始まった。1968年に同時期にRT-21 Temp 2Sを設計していたモスクワ熱技術研究所のAlexander Nadiradzeによる設計が承認された。1974年に飛行試験が始まり、1976年3月11日に配備を開始され、その年の8月に運用が開始された。
移動式発射台（Transporter Erector Launcher, TEL：輸送起立発射機）としては、8×8輪重トラックのMAZ-543の派生車種で6軸12輪型のMAZ-547／MAZ-7916が使用された。
1986年に至るまでPavshinoの戦略ロケット軍に48基の発射機と405発のRSD-10ミサイルが配備された。

## バリエーション
MOD1（Pioner）

MOD2（Pioner-UTTH）
1979年8月10日に近代化改修テストで製造、1980年8月14日まで継続
MOD3（SS-X-28）
1980年12月17日に配備
SS-28 （SS-28 Saber2）

## SS-28
GRAUによる呼称は15Zh53、NATOによる呼称はSaber2である。SS-20に比べ平均誤差半径が 4500-550 m、加害範囲が10%向上させた。

## 廃棄
トータルで654基のミサイルが建造された。1991年5月、これらミサイルと499両の機動発射車両が「中距離核戦力全廃条約」の取り決めに従い破壊されたが、15基のSS-20とパーシングIIは条約の記念として保存されている。それらはウクライナの航空博物館、キエフの大祖国戦争博物館、ワシントンD.C.のスミソニアン博物館に展示されている。